# Rai Südtirol
Rai Südtirol è la struttura in lingua tedesca della sede Rai di Bolzano, deputata a trasmettere su tutto il territorio del Trentino-Alto Adige programmi televisivi e radiofonici.

## Storia

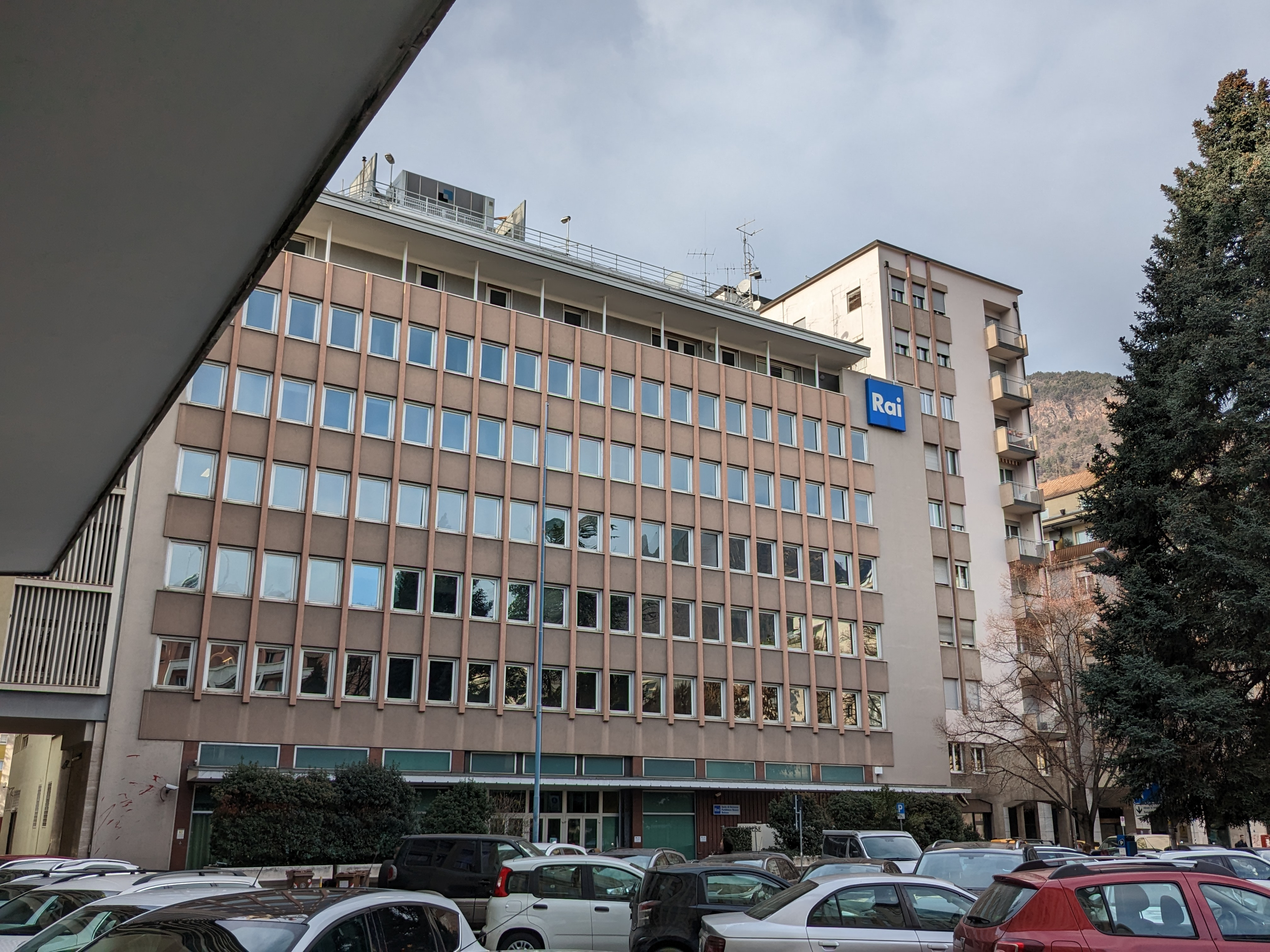
La sede Rai di Bolzano

La struttura nasce come Rai Sender Bozen (Emittente Rai di Bolzano) il 7 febbraio 1966 per produrre programmi televisivi in lingua tedesca dedicati alla provincia di Bolzano (le trasmissioni radio germanofone sono partite già nel 1960). Queste trasmissioni venivano registrate al Teatro Cristallo di Bolzano e diffuse sul Secondo Programma alle ore 20.

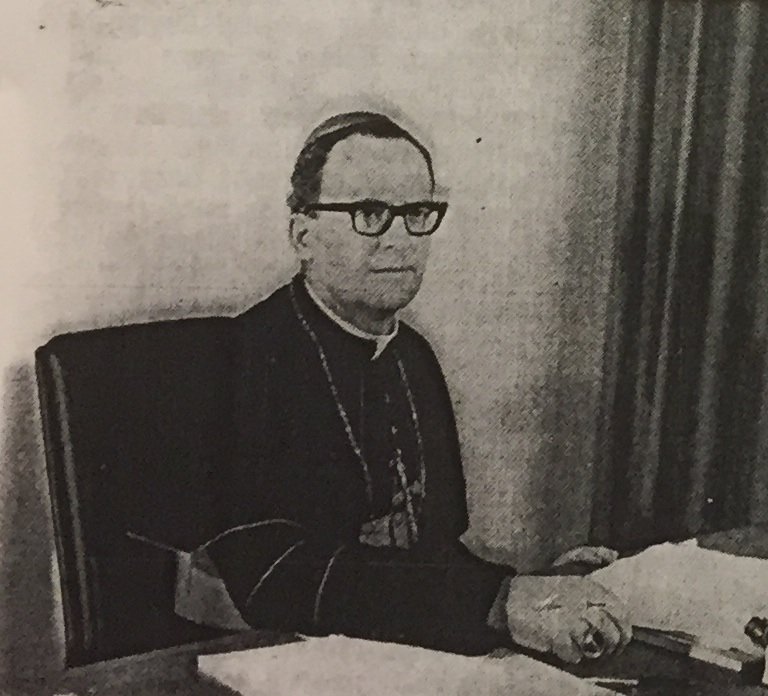
Mons. Gargitter durante il discorso inaugurale.

In questo periodo l'autonomia provinciale è ancora lontana dall'essere conseguita; l'Alto Adige è interessato dagli attentati dei gruppi terroristici secessionisti. In un tale clima, la concessione da parte del governo italiano di un programma in lingua tedesca, nel momento in cui altre richieste non vengono soddisfatte, viene visto dalla politica sudtirolese come l'imposizione di uno strumento filogovernativo di controllo. Uno dei motivi dell'istituzione del canale è anche quello di spingere alla cessazione i tentativi di ricezione del coyote dei programmi televisivi austriaci e germanofoni in generale, facoltà invocata dalla SVP. Pertanto, in occasione dell'avvio dei programmi, il presidente della Giunta provinciale di Bolzano e padre dell'autonomia provinciale Silvius Magnago, in aperta polemica con la scelta, rifiuta di lasciare un messaggio alla RAI germanofona; in sua sostituzione venne chiamato il vescovo di Bolzano-Bressanone, mons. Joseph Gargitter.
Sin dalla sua istituzione, l'emittente radiofonica e televisiva si insedia nella sede Rai posta in piazza Mazzini a Bolzano, edificio eretto nel 1959 su progetto degli architetti Gigi Dalla Bona e Guido Pelizzari.
Con l'acquisizione dell'autonomia provinciale, il Rai Sender Bozen diventa uno strumento fondamentale per il rafforzamento dell'autonomia in Alto Adige.
Con la nascita della terza rete televisiva (Rai 3), nel 1979 nasce una “rete bis”, ossia un quarto canale che ripete Rai 3 nei momenti in cui il Sender Bozen non trasmette, per consentire la diffusione del programma tedesco locale senza oscurare quello italiano nazionale. Anche per quanto riguarda il programma radiofonico, la struttura trasmette su una frequenza dedicata, che nei momenti di pausa delle trasmissioni ripete Rai Radio 3.
Dal 2013, la struttura assume ufficialmente il nuovo nome di Rai Südtirol e il monte ore dell'intera programmazione televisiva viene incrementato.

## Televisione

### Programmazione
Il palinsesto televisivo è di tipologia generalista; l'orario d'inizio trasmissioni su Rai 3 Südtirol varia quotidianamente ed è stabilito regolarmente su un lungo periodo. Non trasmette mai tra le 19:00 e le 20:00, quando vengono diffusi i notiziari in italiano nazionali (TG3), regionali (TGR) e provinciali in ladino (TRaiL). Le trasmissioni terminano tutti i giorni alle 22:30, tranne il sabato, che è pure il giorno della settimana con il maggior numero di ore di diffusione (4 ore). Alcuni programmi vengono realizzati sia in tedesco che in italiano (alcuni anche in ladino), ma su questa rete vengono trasmessi esclusivamente in lingua tedesca. Per quel che riguarda l'informazione, la struttura garantisce due edizioni del Tagesschau: la prima alle ore 20 e la seconda alle ore 22:10 (Tagesschau 10 nach 10).

### Teletext
Il televideo regionale dell'Alto Adige copre la sola provincia autonoma di Bolzano appositamente per servire in modo adeguato il gruppo linguistico tedesco. Il televideo in lingua tedesca parte dalla pagina 500 e include la programmazione radiotelevisiva, il meteo, i bollettini della neve e dei pollini nonché informazioni di servizio della Rai. Il televideo regionale dell'Alto Adige è disponibile anche su internet.

### Trasmissioni televisive

#### Informazione e attualità
- Tagesschau (telegiornale)
- Tagesschau 10 nach 10 (telegiornale delle 22:10)
- Pro & Contra (Pro e Contro, dibattito a due con moderatore)
- Am runden Tisch (Tavola rotonda, dibattito con ospiti e moderatore)
- Sport am Sonntag (Sport della domenica, rubrica sportiva domenicale del Tagesschau)

#### Cultura e storia
- Kulturzeit (Passpartù cultura, arte e cultura – anche in italiano)
- Bergwelt (Mondo di montagna, cultura e tradizioni)
- Willkommen (Benvenuti, turismo e tradizioni)
- O wie Oper (O come Opera, teatro)
- Land und Leute (Campagna e gente, tradizioni)
- Vergessen-Unvergessen (Dimenticato-Indimenticato, storia)
- Friedhofspaziergänge (A spasso tra i cimiteri, tradizioni e storia)
- Porträts (Ritratti, cultura)
- Fenster in die Welt (Finestra sul mondo)
- Unterwegs (In cammino, natura ed escursioni)

#### Magazine
- Landwirtschaft (Agricoltura, magazine di agricoltura)
- Einschnitte (Tagli, salute)
- dF – Frauenmagazin (dF – Donne Frauen, magazine delle donne – anche in italiano)
- Pluspunkt (Puntopiù, magazine del centro consumatori – anche in italiano)
- Trend – Wirtschaftsmagazin (Trend – Magazine di economia, economia e business)
- Umweltspiegel (Specchio dell'ambiente, magazine ambientale)
- Alpen-Donau-Adria (Alpe Adria, magazine mitteleuropeo – anche in italiano)
- Der grüne Daumen (Il pollice verde, magazine di giardinaggio)
- 0-99 – Familienmagazin (0-99 – Magazine della famiglia)
- Klick – das Jugend-Info-Magazin (Click – l'info-magazine giovanile)
- Treffpunkt TV (Punto d'incontro TV, magazine di società)
- Regenbogen – die Seniorensendung (Arcobaleno – La trasmissione degli anziani)
- Pluto – das Tiermagazin (Pluto – Il magazine degli animali)
- Treff (Incontro, magazine della scena pop e rock locale)
- Vital – mehr vom Leben (In-forma, magazine sulla salute – anche in italiano e ladino)
- Minet - Minderheitenmagazin (la trasmissione sulle minoranze)
- Puckstudio (programma dedicato all'hockey su ghiaccio)[2]
- Sport Arena (magazine sportivo dell'Alto Adige)[2]
- Zu Tisch - die Rezepte aus der Fernsehsendung (A tavola - Ricette in TV, cucina)

#### Show e intrattenimento
- Action – Highlights aus Sport und Spaß (Azione – Highlights di sport e divertimento)
- So segn holt mirs (satira in dialetto)
- Grand Prix der Volksmusik (Gran Premio della Musica Popolare, show musicale)
- Südtiroler Vorentscheidung des Grand Prix der Volksmusik (Preselezione sudtirolese per il Gran Premio della Musica Popolare, show musicale)
- Internationaler Klavierwettbewerb Ferruccio Busoni (Concorso pianistico internazionale Ferruccio Busoni)

#### Religione
- Nachgedacht (Pensiero)

#### Infanzia
- Tipp Topp TV
- Karamela (dal nome del clown protagonista del programma)

Oltre a questi programmi realizzati internamente vengono proposte anche cartoni animati, film e trasmissioni prodotti da altre televisioni germanofone. Per contro Sender Bozen realizza anche moltissimi documentari e trasmissioni teatrali e musicali.
In occasione delle tornate elettorali, la struttura provvede anche all'informazione politica, trasmettendo tribune elettorali, messaggi autogestiti e talk show a tema.

### Coproduzioni e collaborazioni
Rai Südtirol è inserita sia all'interno del circuito delle televisioni regionali "Circom Regional" sia a quello ampio dell'UER (Eurovisione) essendo parte della Rai. Tra le coproduzioni più importanti vi è la realizzazione del magazine transfrontaliero della Mitteleuropa Alpen Donau Adria (prodotto anche in italiano con il nome Alpe Adria) insieme alle tv pubbliche di Slovenia, Croazia, Ungheria, Germania (Baviera), Austria e Svizzera, nonché Italia. Un'altra coproduzione rilevante è stata il Grand Prix der Volksmusik, trasmesso dal 1986 al 2010 in Eurovisione nei paesi dell'area linguistica tedesca. Rai Südtirol collabora inoltre con le tv pubbliche di Germania, Austria e Svizzera, ed anche con le strutture della Rai deputate a servire le altre minoranze linguistiche: slovena (Rai Friuli-Venezia Giulia) e francese (Rai Vd'A).

### Concorrenza
Il Sender Bozen è in concorrenza con le altre televisioni pubbliche di Austria, Germania e Svizzera (la cui ricezione è garantita dalla Radiotelevisione Azienda Speciale - RAS). Per quanto concerne la provincia, nel Burgraviato opera una piccola emittente privata (tv3 - Sender Meran) che fino a non molto tempo fa trasmetteva su tutto il territorio provinciale, ma non produceva notiziari. Recentemente è nata una emittente all-news in lingua tedesca, Südtirol Digital Fernsehen (SDF), sussidiaria dell'italofona Video 33, che trasmette in tutto l'Alto Adige.

## Radio
Il canale radiofonico di Rai Südtirol è, come la controparte televisiva, di tipo generalista. Trasmette tutti i giorni dalle 6:00 (7:00 la domenica) alle 22:00. Il palinsesto propone numerosi notiziari, con due principali edizioni alle 12:00 (10 minuti) e alle 19:30 (15 minuti). La programmazione viene interrotta in determinate fasce orarie per consentire la messa in onda dei programmi prodotti nelle altre due lingue regionali: dalle 14:05 alle 15:30 vengono proposti i programmi in italiano, prodotti in collaborazione con la sede di Trento, mentre nelle fasce 13:30-14:05 e 19:00-19:30 avvengono le trasmissioni in lingua ladina. Il segnale radiofonico di Rai Südtirol è irradiato anche nella vicina provincia di Trento e nei comuni Ladini storici di Cortina d'Ampezzo, Livinallongo del Col di Lana e Colle S. Lucia per consentire la ricezione del programma ladino. Dal 14 giugno 2023 Rai Radio Südtirol viene diffusa in tutta Europa via satellite Eutelsat Hot Bird 13 C all'interno della piattaforma Tivùsat. Anche la radio non trasmette pubblicità. Dopo le ore 22:00, quando le trasmissioni finiscono, la rete propone il simulcast con Radio 3 fino alle 6.

### Concorrenza
Il programma radiofonico incontra delle insidie da parte di altre forti emittenti private locali, prima fra tutte “Südtirol 1”, ascoltata anche da molte persone del gruppo linguistico italiano e preferita dal pubblico giovanile (insieme all'austriaca pubblica “Ö3” dedicata alla musica pop e moderna) e che provvede all'informazione grazie al circuito “Südtirol Journal”, che include altre otto emittenti radiofoniche locali, con un servizio altamente concorrenziale e dinamico.

## Internet
Sulla sezione tedesca del sito web della sede Rai di Bolzano è possibile riascoltare alcuni dei programmi radiotelevisivi andati in onda, nonché ascoltare la radio in live streaming.

## Direzione
La sede di Bolzano è posta (ma con ampia autonomia gestionale) sotto l'egida della Testata Giornalistica Regionale, che ne nomina i responsabili. Il direttore dell'intera sede Rai di Bolzano è Vittorio Longati. Il responsabile della struttura di programmazione in lingua tedesca è Zeno von Braitenberg, mentre la redazione giornalistica è diretta da Michaela Mahlknecht.

## Loghi

2000 - 18 maggio 2010
18 maggio 2010 - 2013
2013 - 16 gennaio 2018
Dal 16 gennaio 2018